# San José de los Laureles
San José de los Laureles är en ort i Mexiko.   Den ligger i kommunen Tacámbaro och delstaten Michoacán de Ocampo, i den södra delen av landet, 240 km väster om huvudstaden Mexico City. San José de los Laureles ligger 2 296 meter över havet och antalet invånare är 636.
Terrängen runt San José de los Laureles är lite bergig. Runt San José de los Laureles är det ganska tätbefolkat, med 80 invånare per kvadratkilometer. Närmaste större samhälle är Tacámbaro de Codallos, 11,3 km söder om San José de los Laureles. I omgivningarna runt San José de los Laureles växer huvudsakligen savannskog.